# Митчел, Ормсби Макнайт
Ормсби Макнайт Митчел (англ. Ormsby MacKnight Mitchel, 1810—1862) — американский астроном.

## Биография
Учился в вест-пойнтской военной академии, откуда в 1829 году вышел в офицеры, но влечение к научным занятиям побудило его принять место репетитора математики в той же академии. Вскоре за тем он переселился в Цинциннати, где получил кафедру математики и астрономии. Здесь он издавал «Sidereal Messenger», первый астрономический журнал в Америке, и часто читал публичные лекции. Последние возбудили в слушателях такую любовь к астрономии, что в короткое время собрана была значительная сумма для устройства новой обсерватории. Митчел ездил в Европу заказывать инструменты и, по возвращении в Цинциннати, проявил замечательную энергию в наблюдениях комет, двойных звёзд и прочем. Между прочим, он открыл трудно видимую спутницу звезды Антарес. Однако астрономическая деятельность сменилась потом деятельностью инженерной. Митчел сделался строителем и директором нескольких железных дорог и составил себе значительное состояние. При самом начале междоусобной войны он вступил в ряды федеральной армии получил чин генерал-майора и командование отрядом в Южной Каролине, но вскоре заболел и умер от лихорадки. Наблюдения над двойными звёздами обработаны и изданы учеником Митчела, Кливлендом Аббе («Monthly Notices», т. 37). До сих пор читаются с интересом многочисленные популярные сочинения Митчела: «The orbs of heaven», «The planetary and stellar Words» и «Popular astronomy»; последняя имеется и в русском переводе. Биографии Митчела напечатаны в «Astronom. Nachrichten» (№ 1401) и в «Monthly Notices» (т. 23).